# Paul Mauffray

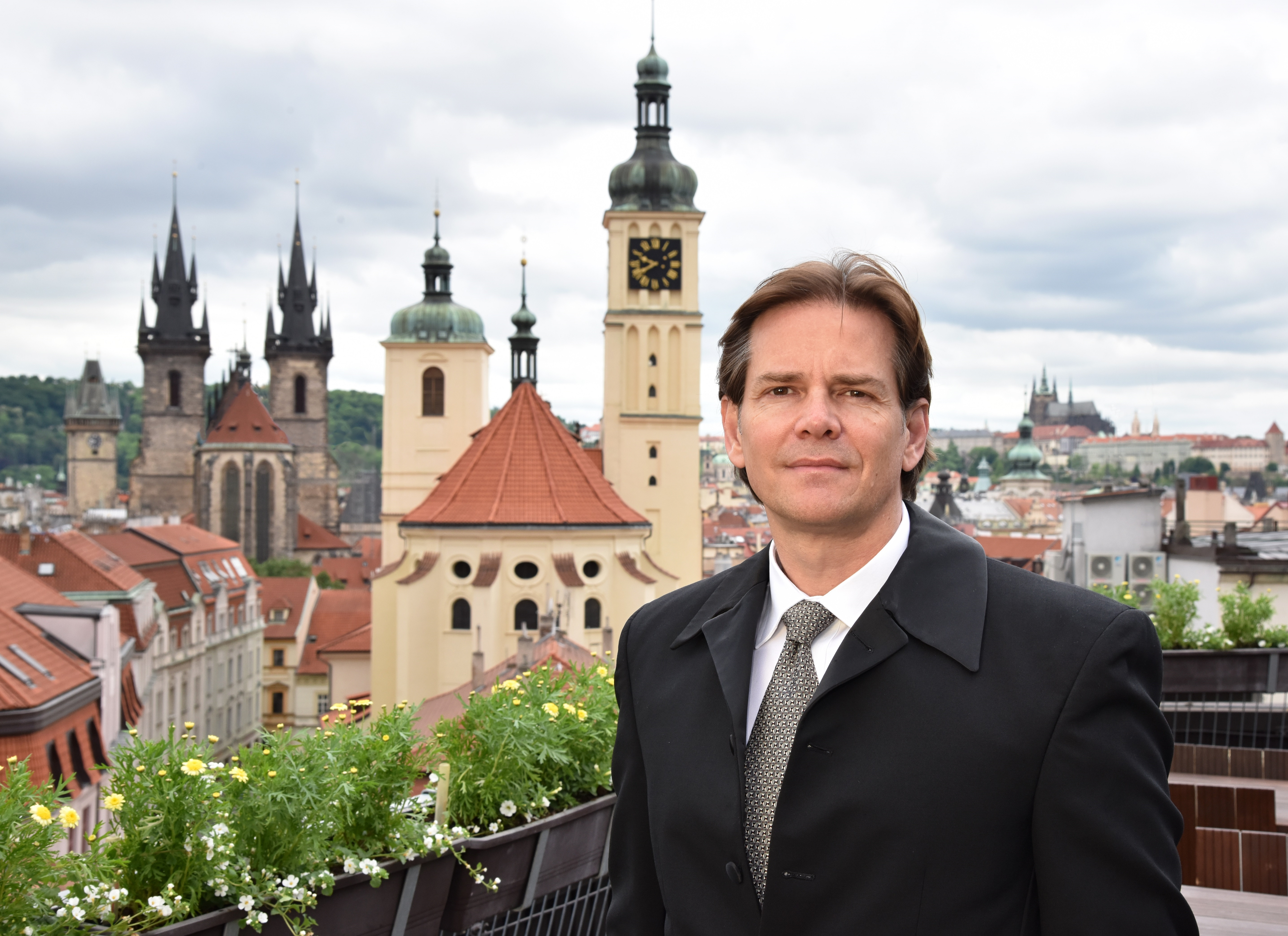
Paul Mauffray, Prag 2017

Paul Mauffray (* 1968, USA) ist ein US-amerikanischer Dirigent.

## Leben
Mauffray studierte am New Orleans Center for Creative Arts an der Louisiana State University, der Justus-Liebig-Universität (Gießen), der Masaryk-Universität (Brünn), und er war Dirigierdozent und Assistenzdirigent an der Jacobs School of Music der Indiana University.
Mauffray war darüber hinaus in Tschechien am Nationaltheater Prag und am Nationaltheater in Brünn engagiert, und er wirkte auch als Assistent von Sir Charles Mackerras an der Tschechischen Philharmonie bei der Aufnahme von Leoš Janáčeks Katja Kabanova und Antonín Dvořáks Rusalka. Weiters arbeitete er als Assistenzdirigent von John Eliot Gardiner bei den Salzburger Festspielen und von Kirill Petrenko am Theater an der Wien.
2010 war er an der Opera Națională in Bukarest (Rumänien) engagiert. 2011, 2013 und 2017 dirigierte Paul Mauffray Konzerte für die Hainburger Haydngesellschaft. Neben Werken der klassischen Musik von Joseph Haydn, Wolfgang Amadeus Mozart, Ludwig van Beethoven, Franz Schubert, und Anton Bruckner brachte er Werke amerikanischer und tschechischer Komponisten wie Samuel Barber, David Diamond, Leoš Janáček und Johann Baptist Vanhal zur Aufführung. 2011 lud ihn Valery Gergiev ein, am Mariinski-Theater in St. Petersburg die Proben von Janáčeks Die Sache Makropulos zu dirigieren und die Sänger anzuleiten. 2016 dirigierte er dort Aufführungen von Dvořáks Rusalka.
Mauffray setzte sich auch für die Wiederentdeckung vergessener Opern ein. 2016 nahm er mit der Philharmonie Brünn Ausschnitte aus der Oper The Scarlet Letter (1965) von Fredric Kroll auf. Außerdem rekonstruierte er wiederentdecktes Material der verschollenen Burlesque Opera of Tabasco (1894) von George Chadwick. Nachdem er Partien daraus bereits in Österreich, Tschechien, der Slowakei und den USA dirigiert hatte, kam unter seiner Leitung 2018 schließlich das komplett rekonstruierte Werk mit der New Orleans Opera zur Wiederaufführung.

## Auszeichnungen
- 1995 Ehrenurkunde und Semi-Finalist, Prague Spring International Conducting Competition, Tschechien.
- 1996 1. Preis, Freedman Conducting Competition.
- 2007 2. Preis des Bartok International Opera Conducting Wettbewerbs.[11]
- 2018 2. Preis, 2019, 2016 und 2015 3. Preis, und 2014 Ehrenurkunde, The American Prize for Professional Conductors.[12]